# Île de San Domino
L'île de San Domino est une île italienne faisant partie de l'archipel des îles Tremiti dans la mer Adriatique. Avec une superficie de 2,08 km2, c'est la plus grande île de l'archipel.
San Domino est rattachée administrativement à la commune Isole Tremiti et dépend de la province de Foggia.

## Géographie

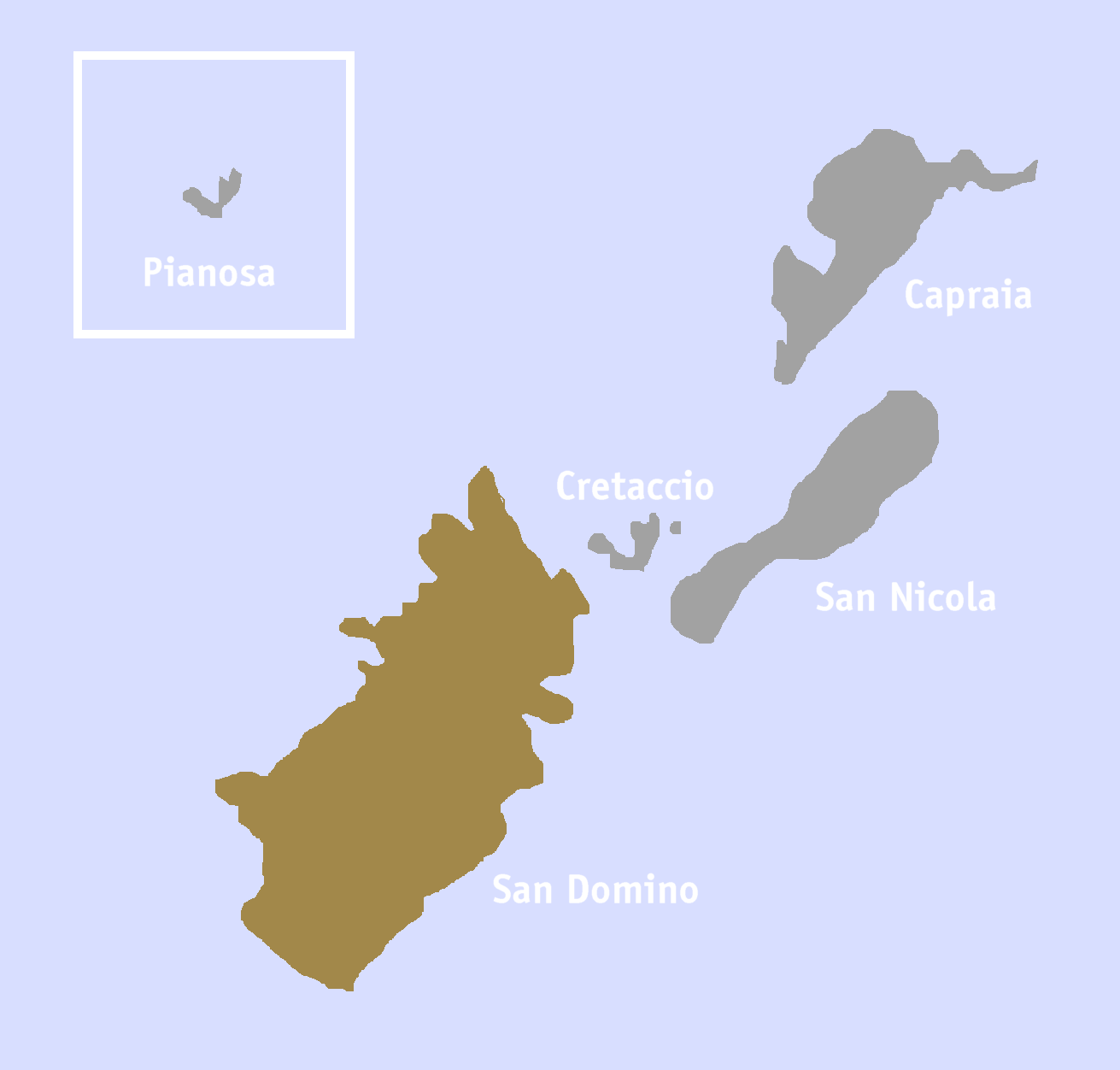
Position de San Domino dans l'archipel.

L'île a une superficie d'environ 208 hectares, pour une longueur de 2 600 m et une largeur de 1 700 m, avec un développement côtier de 9 700 m et une altitude maximale culminant à 116 m au Colle dell'Eremita.

## Histoire
L'île de San Domino a servi de camp d'internement pour hommes homosexuels sous le régime de Mussolini,. Le projet de nouveau Code pénal de 1927 contenait un article visant à réprimer les homosexuels au nom des "bonnes mœurs" pour protéger la société de l’homosexualité. Bien que ce projet de répression des homosexuels ait un fort soutien, il est finalement annulé en dernière lecture. Aucune loi n'interdit donc l’homosexualité, dont Mussolini niait d’ailleurs l’existence, disant qu’« en Italie il n’y a que des vrais hommes ».
La répression des homosexuels se fait autrement, notamment par des sanctions administratives (assignation à résidence forcée ou à résidence surveillée, avertissement, rafle...), et une atmosphère propice à la répression de tout comportement pouvant être interprété comme homosexuel ou pouvant faire "scandale". C'est ainsi qu'en 1938, une quarantaine d'hommes de Catane, identifiés comme homosexuels par la police sont arrêtés et envoyés en exil sur l'île de San Domino, sous couvert du maintien de l'ordre public et de la moralité.

## Parc naturel des Tremiti
L'île fait partie depuis 1989 de la réserve naturelle marine des îles Tremiti, créée dans le but de protéger la flore et la faune de l'archipel, en 1996, la réserve naturelle marine des îles Tremiti a été intégrée dans la Zone 1 dans le parc national du Gargano.